# Skinnerbox
Skinnerbox est un groupe américain de ska, originaire de New York.

## Histoire
Le groupe se forme en 1989 par King Django (vrai nom : Jeff Baker), ancien membre de groupes comme The Slackers et le groupe de punk hardcore Murphy's Law. En s'occupant de l'écriture, du chant et du trombone, Baker met sur pied un groupe capable de sauter d'une chanson à l'autre entre le RnB, le punk rock, le jazz et les variations pop du son ska. Outre de nombreuses compilations et plusieurs cassettes, la discographie de Skinnerbox comprend l'album studio Tales of the Red (1993) et la compilation Special Wild 1989-1994, tous deux publiés sur le label Stubborn de Baker. 
En 1995, Baker prend une pause pour former les Stubborn All-Stars, avec lesquels il enregistre et part en tournée ; En 1997, il revient à Skinnerbox pour l'album What You Can Do, What You Can't,, avec une formation composée du claviériste/chanteur Brandt Sean Abner, du trompettiste Dan Dulin, du saxophoniste ténor Erkin « El Wood » Husey, du batteur James Blanck, des bassistes Pierre Romain et Anna Milat-Meyer, des guitaristes Dave Hahn et Krister Jonsson, et du claviériste additionnel Guyora Kats. Le groupe sort son dernier album, Demonstration, en 1998,, avant de se séparer la même année.

## Discographie

### Albums studio
- 1990 : Instrumental Conditioning (Stubborn)
- 1992 : Now and Then (Stubborn)
- 1993 : Tales of the Red (Stubborn)
- 1997 : What You Can Do, What You Can't (Moon Ska Records)
- 1998 : Demonstration (Triple Crown Records, Stubborn)

### EP
- 1994 : Sunken Treasure (Stubborn) (1994)

### Singles
- 1990 : Does He Love You b/w Right Side (Stubborn)
- 1998 :  Hepcat Season b/w I Got To Know (Stubborn)

### Compilations
- 1996 : Special Wild 1989-1994 (Stubborn)